# Зотиков, Виктор Викторович
Ви́ктор Ви́кторович Зо́тиков (7 декабря 1850, Москва — июнь 1921, Москва), инженер—механик, личный почетный гражданин, директор Раменской бумаго—прядильной и ткацкой фабрики Промышленного и Торгового товарищества «П. Малютина сыновья», общественный деятель и благотворитель.

## Происхождение
Принадлежит к известному в 18 - 19 в.в. в городе Елабуга роду Зотиковых.
По преданию после взятия Казани (1552 г.) царь Иван IV послал в край, где расположена Елабуга, священника Зотика и несколько десятков воинов для изыскания удобных для заселения русскими земель. Прибыв в эти места, Зотик заложил двухпредельную церковь в честь Ильи Пророка и Покрова. Узнав об этом, Иван Грозный пожертвовал две иконы — «Святого Покрова» и «Трёх святителей»: Василия Великого, Григория Богослова, Иоанна Златоуста. На иконе «Трёх святителей» была надпись: «Ивана Васильевича» 1570 г.
И. В. Шишкин, отец русского художника-живописца И. И. Шишкина в своём дневнике пишет: «Родитель мой, Василий Афанасьевич, был женат на [Авдотье Афанасьевне Зотиковой (1763—1841)] дочери коллежского секретаря Афанасия Ивановича Зотикова, <…>, чей род ведется от попа Зотика, которому царь Иван Васильевич Грозный после взятия Казани прислал в дар икону трёх святителей в девятиглавом киоте, эта икона и киот в Покровской церкви и по сие время находится. Он занимал должность повытчика духовного правления, но управлял по своему уму не только всем духовным правлением, попами и протопопами, но и гражданские чиновники от него много зависели, на которых он тоже имел большое влияние, и к тому же был искусный мастер по многим предметам».

## Биография
Родился 7 декабря 1850 г. в Москве в семье титулярного советника Виктора Васильевича Зотикова (1823—н.д.) и Анастасии Петровны Зотиковой (урожд. Никольской) (1827—1909).
Младший брат — Евгений Викторович Зотиков, инженер—механик, инженер путей сообщения.
Сестры — Маргарита Викторовна Каринская (урожд. Зотикова), жена Заслуженного ординарного профессора Санкт-Петербургской Духовной академии по кафедре истории философии, доктора философии, статского советника М. И. Каринского и Людмила Викторовна Зотикова.
C 1862 года — воспитанник Ремесленного учебного заведения Императорского Московского Воспитательного Дома.
В 1868—1871 годах — студент Инженерно—механического отделения Императорского Московского технического училища (ИМТУ). По окончании курса наук в ИМТУ со званием инженер—механика удостоен Высочайше утверждённого знака отличия для ношения на правой стороне груди.
В 1871 году поступил на Раменскую фабрику Промышленного и Торгового товарищества «П. Малютина Сыновей» в должность ночного смотрителя за работами по производству. В 1872—1873 г. г. отвечает за установку машин на фабрике. В 1873—1883 г. г. — заведующий ткацким производством (ткацкой фабрикой). В 1883 году утвержден в должности помощника директора Раменской фабрики и заведующего прядильным производством (прядильной фабрикой).
В 1909 году, через два года после того, как паи товарищества «П. Малютина сыновья» были выкуплены М. Н. Бардыгиным, В. В. Зотиков был назначен директором Раменской фабрики.
Под руководством В. В. Зотикова была продолжена реконструкция и модернизация предприятия. В 1911 г. вступает в строй новый прядильный корпус, построенный по американскому образцу, так называемая бетонная фабрика. Рядом со стадионом Малютинского клуба спорта строится станция биологической очистки сточных вод, на то время единственная в своем роде в России (станция работала вплоть до включения канализационной системы фабрики в общую городскую в конце 40—х — начале 50—х годов XX века). К 1917 году фабрика имела три больших 5-этажных производственных корпуса (два прядильных и один ткацкий), механические мастерские, литейное и другие вспомогательные производства. Прядильное производство имело около 500 станков общей мощностью свыше 250 тыс. веретен. Ткацкое производство — более двух тысяч станков. Фабрика выпускала пряжу различных сортов, хлопчатобумажные ткани свыше десятка наименований.
В 1883 году Всемилостивейше пожалован золотой медалью «За полезное» для ношения на шее на Станиславской ленте. В 1897 году награжден орденом Св. Станислава 3-й степени за участие в Нижегородской выставке 1896 года, в 1907 году — орденом Св. Анны 3-й степени.
В октябре 1917 года В. В. Зотиков уволился с должности директора Раменской фабрики.
7 июля 1920 года принят на работу в Главное Правление текстильных предприятий (Главтекстиль) ВСНХ, на должность инженера хлопкового подотдела хлопчатобумажного отдела, заведующего арбитражным бюро при хлопковом подотделе.
Скончался в Москве в июне 1921 года.

## Общественная деятельность
Входил в созданное в 1903 году Общество хоругвеносцев «Союз Михаила—Архангела», просуществовавшее до 1918 года. Общество ставило своей целью укрепление православной веры, заботу о благоустроении и украшении храма Живоначальной Троицы в Раменском. В период русско—японской войны Общество пожертвовало в фонд Красного Креста более 1000 штук белья для больных и раненных.
С 1905 года состоит почетным членом Бронницкого уездного отделения Московского епархиального Кирилло-Мефодиевского братства.
Ктитор Троицкого храма в Раменском, неоднократно избирался старостой на трехлетний период.
Председатель созданного в 1906 г. в Раменском Общества распространения среднего образования (почетными членами Общества были действительный статский советник князь А. А. Прозоровский—Голицын, его дочь фрейлина княжна М. А. Прозоровская—Голицына, действительный статский советник А. А. Пушкин — внук поэта). Преподавал в церковно-приходской школе.
В 1912 году утвержден председателем попечительского совета Раменской женской гимназии и почетным попечителем Раменского высшего начального училища.
В годы Первой мировой войны при Раменской школе на средства попечителя В. В. Зотикова были «оборудованы большие мастерские, приглашены специальные мастера и с успехом занимаются все ученики школы. Кроме обычных предметов производства, доступных детским силам, тут производились еще в большом количестве перископы по особому образцу для нужд армии».
Вместе с женой входил в состав учредителей Малютинского клуба спорта.

## Семья
Жена В. В. Зотикова — Наталья Васильевна Зотикова (урожд. Фиделина), племянница Иоанна Кронштадтского. Окончила Архангельское епархиальное женское училище и Императорский клинический повивальный институт в Петербурге. В 1903—1909 г.г. являлась попечительницей женской церковно-приходской школы при Храме Михаила—Архангела в с. Загорново Бронницкого уезда, на свои средства выстроила новое школьное здание, отвечавшее требованиям времени. Состояла в переписке с Иоанном Кронштадтским.